# Elmore Leonard
Elmore Leonard (11. října 1925 – 20. srpna 2013) byl americký romanopisec. Po dokončení studií působil v námořnictvu. Na počátku své spisovatelské kariéry, tedy v padesátých letech, psal převážně westernovou literaturu, později však přešel ke kriminálním příběhům a thrillerům. V roce 1992 vydal román Rum Punch, který o pět let později zfilmoval režisér Quentin Tarantino pod názvem Jackie Brownová. Jeho knihou The Big Bounce (1969) byl inspirován snímek Velká rána (2004), přičemž Smrtící úder (2008) byl inspirován knihou Killshot (1989). Rovněž napsal několik scénářů.